# Corti di The Cartoon Cartoon Show
I corti di The Cartoon Cartoon Show sono stati trasmessi negli Stati Uniti, da Cartoon Network, dal 6 novembre 1998 al 23 agosto 2002.
In Italia è quasi del tutto inedita, ma solo il corto Foe Paws è stato trasmesso. Alcuni corti sono stati trasmessi all'interno di alcune serie principali.
| nº | Serie                                   | Titolo originale                     | Titolo italiano                      | Prima TV USA     | Prima TV Italia  |
| -- | --------------------------------------- | ------------------------------------ | ------------------------------------ | ---------------- | ---------------- |
| 1  | Nome in codice: Kommando Nuovi Diavoli  | Diseasy Does It! or Chimp 'n' Pox    | Kenny e Chimp - Virus letali         | 6 novembre 1998  | 13 novembre 2003 |
| 2  | Mike, Lu & Og                           | Crash Lancelot                       |                                      | 6 novembre 1998  | inediti          |
| 3  | King Crab                               | Space Crustacean                     |                                      | 21 agosto 1999   | inediti          |
| 4  | Nikki                                   | Nikki                                |                                      | 14 dicembre 1999 | inediti          |
| 5  | Le tenebrose avventure di Billy e Mandy | Meet the Reaper                      | Il cupo mietitore                    | 27 dicembre 1999 | 8 ottobre 2002   |
| 6  | Foe Paws                                | Foe Paws                             | Foe Paws                             | 27 dicembre 1999 |                  |
| 7  | Thrillseeker                            | Putt 'n' Perish                      |                                      | 27 dicembre 1999 | inedito          |
| 8  | Whatever Happened to... Robot Jones?    | Whatever Happened to... Robot Jones? | Whatever Happened to... Robot Jones? | 16 giugno 2000   |                  |
| 9  | Trevor!                                 | Journey to Sector 5-G                |                                      | 23 giugno 2000   | inediti          |
| 10 | Prickles the Cactus                     | Prickles the Cactus                  |                                      | 14 luglio 2000   | inediti          |
| 11 | Lucky Lydia                             | Club Lydia                           |                                      | 21 luglio 2000   | inediti          |
| 12 | Longhair and Doubledome                 | Good Wheel Hunting                   |                                      | 28 luglio 2000   | inediti          |
| 13 | Lost Cat                                | Lost Cat                             |                                      | 4 agosto 2000    | inediti          |
| 14 | Uncle Gus                               | For the Love of Monkeys              |                                      | 11 agosto 2000   | inediti          |
| 15 | Ovino va in città                       | In the Baa-ginning                   | Si comincia beeene                   | 18 agosto 2000   |                  |
| 16 | Captain Sturdy                          | Back in Action!                      |                                      | 8 giugno 2001    | inediti          |
| 17 | Yee Hah & Doo Dah                       | Bronco Breakin' Boots                |                                      | 15 giugno 2001   | inediti          |
| 18 | IMP, Inc.                               | IMP, Inc.                            |                                      | 22 giugno 2001   | inediti          |
| 19 | My Freaky Family                        | Welcome to My World                  |                                      | 29 giugno 2001   | inediti          |
| 20 | Major Flake                             | Soggy Sale                           |                                      | 6 luglio 2001    | inediti          |
| 21 | Utica Cartoon                           | Hotdog Champeen                      |                                      | 13 luglio 2001   | inediti          |
| 22 | Nome in codice: Kommando Nuovi Diavoli  | No P in the OOL                      | Niente pipì in piscina               | 20 luglio 2001   | 13 novembre 2003 |
| 23 | Swaroop                                 | Bovine Bliss                         |                                      | 27 luglio 2001   | inediti          |
| 24 | Ferret and Parrot                       | Ferret and Parrot                    |                                      | 3 agosto 2001    | inediti          |
| 25 | A Kitty Bobo Show                       | Cellphones                           |                                      | 17 agosto 2001   | inediti          |
| 26 | Uncle Gus                               | Not So Fast!                         |                                      | 23 novembre 2001 | inediti          |
| 27 | Commander Cork                          | Space Ranger                         |                                      | 23 agosto 2002   | inediti          |
| 28 | LowBrow                                 | Test Drive                           |                                      | 23 agosto 2002   | inediti          |
| 29 | Longhair and Doubledome                 | Where There's Smoke... There's Bob!  |                                      | 23 agosto 2002   | inediti          |
| 30 | Jeffrey Cat: Claw and Order             | All Dogs Don't Go to Heaven          |                                      | 23 agosto 2002   | inediti          |
| 31 | Fungus Among Us                         | Fungus Among Us                      |                                      | 23 agosto 2002   | inediti          |
| 32 | Colin Versus the World                  | Mr. Lounge Lizard                    |                                      | 23 agosto 2002   | inediti          |
| 33 | Maktar                                  | Maktar                               |                                      | 23 agosto 2002   | inediti          |
| 34 | Bagboy!                                 | Bagboy!                              |                                      | 23 agosto 2002   | inediti          |